# Cidade Nova Heliópolis
Heliópolis es un barrio situado en el distritos de Sacomã, en la Zona Sudeste de São Paulo, Brasil. Cuenta con más de 100,000 habitantes en un área de casi un millón de metros cuadrados y es considerada la mayor favela de la ciudad en número de habitantes y la segunda en extensión tras Paraisópolis.
Sus límites son la Avenida Juntas Provisórias y se extiende hasta la frontera con São Caetano do Sul (delimitada por el río Tamanduateí) y la Avenida Guido Aliberti. El transporte público no entra en algunas de las calles de la favela, ya que son estrechas, por lo que la gente se desplaza a las vías principales, como la Estrada das Lágrimas, la Avenida Almirante Delamare, la rúa Coronel Silva Castro y la rúa Cônego Xavier (Hospital de Heliópolis), donde se encuentran las paradas de autobús. 
Heliópolis también está cerca de la Estación Sacomã, de la línea 2-verde, y de las principales vías de acceso a São Paulo, como la Rodovia Anchieta y la Avenida do Estado. Se encuentra a sólo 8 km del centro de São Paulo. Estos factores han contribuido a su rápido crecimiento demográfico.
En 2006, la favela adquirió la categoría de barrio y pasó a llamarse Cidade Nova Heliópolis. En la actualidad, el barrio está repleto de carnicerías, tiendas de ropa, merenderos, una biblioteca, balnearios, ETEC-Heliópolis (centro de enseñanza técnica), el centro comercial Heliópolis, escuelas, una comisaría de policía, pistas deportivas, plazas, tiendas de mascotas, farmacias, gasolineras y centros de salud.

## Topónimo
«Heliópolis» es una palabra con origen en la lengua griega, que significa «ciudad del sol», al unir hélios (sol) y pólis (ciudad). Su nombre oficial dado por el ayuntamiento de São Paulo es Cidade Nova Heliópolis.

## Historia
El área del barrio fue adquirida en 1942 por el Instituto de Aposentadorias e Pensões dos Industriários. El instituto pretendía construir casas en la zona para que vivieran sus miembros. Sin embargo la zona se dividió en 1966 cuando los distintos institutos se fusionaron en el Instituto Nacional de la Seguridad Social. Los terrenos pasaron entonces a manos del Instituto de Administração Financeira da Previdência e Assistência Social, que los vendió y ocupó. En 1978, fue el turno de la Companhia de Saneamento Básico do Estado de São Paulo, que se hizo con parte de él tras expropiarlo para la construcción de la Estación de Tratamiento de Aguas Residuales del ABC que, sin embargo, sólo entraría en funcionamiento 20 años después. 
En abril de 1969, el Instituto de Aposentadorias e Pensões dos Industriários construyó el Hospital de Heliópolis y el Posto de Assistência Médica (actual Ambulatorio Médico de Especialidades de Heliópolis).

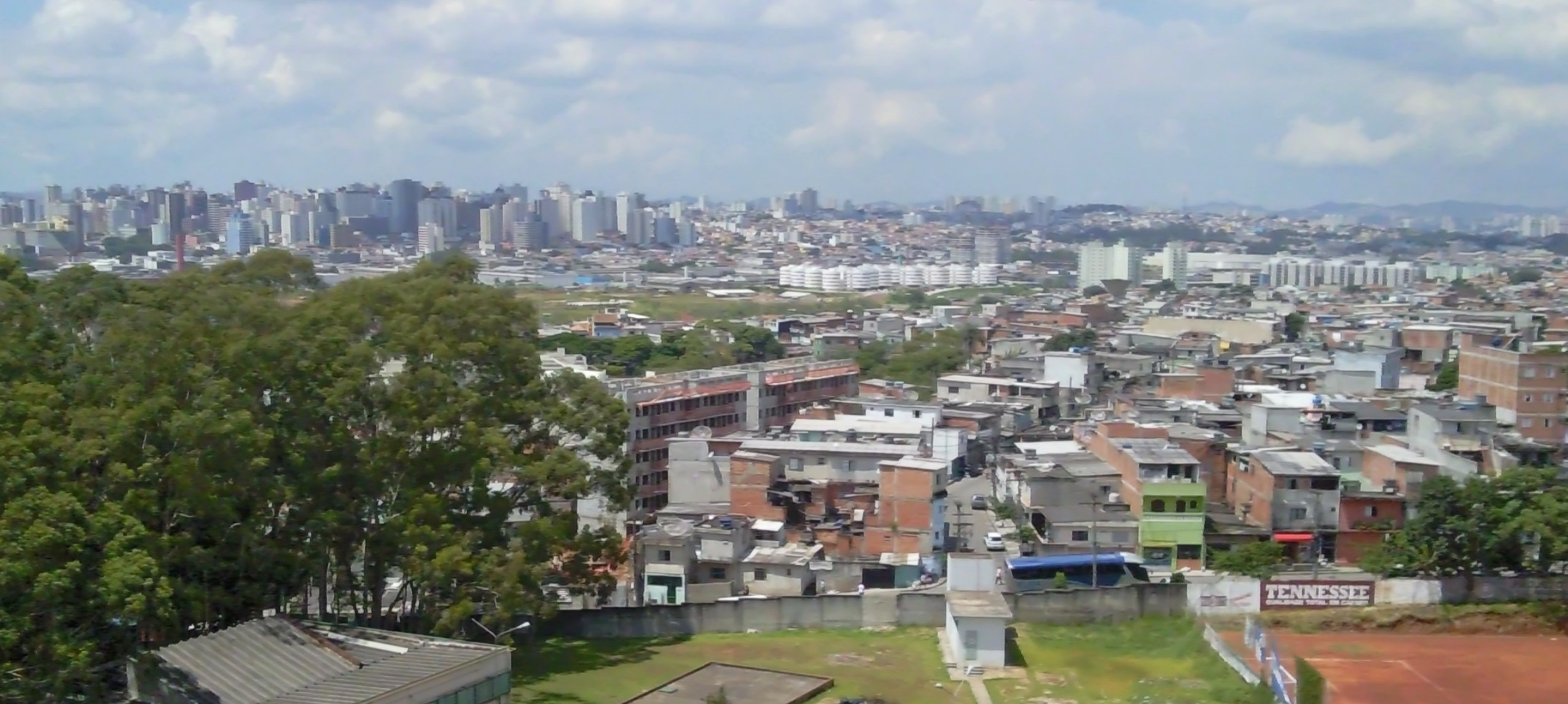
Comunidad Heliópolis. Al fondo, edificios circulares diseñados por Ruy Ohtake. Más al fondo, la ciudad de São Caetano do Sul.

Entre 1971 y 1972, el gobierno de la ciudad, durante el mandato del alcalde José Carlos de Figueiredo Ferraz, desalojó a 153 familias de las zonas ocupadas en los distritos de Vila Prudente y Vergueiro - que era la mayor de São Paulo en la década de 1970, antes de que creciera el barrio de Heliópolis. .
Según los registros del ayuntamiento de São Paulo, los primeros habitantes llegaron del municipio de Heliópolis (Bahía), por lo que el lugar pasó a llamarse Heliópolis a principios de 1972.
Las personas que participaron en la construcción del Hospital de Heliópolis acabaron alojándose allí. Según datos del Instituto Brasileño de Geografía y Estadística, el 92% de la población son Nordestinos y están allí desde la década de 1970. No sólo las personas desalojadas por el ayuntamiento viven hoy en Heliópolis. Entre 1970 y 1980, algunos obreros eligieron Heliópolis para vivir porque trabajaban en fábricas metalúrgicas de las ciudades vecinas del ABC. En aquella época, había una crisis de oferta inmobiliaria para la población de bajos ingresos y los altos precios de los alquileres desanimaban a los trabajadores.

## Infraestructura
Según un estudio de Claudia Soares basado en datos del Instituto Brasileño de Geografía y Estadística y de la alcaldía de São Paulo, Heliópolis tiene suministro de agua en el 83% de sus viviendas, alcantarillado en el 62% y electricidad en el 94% de las viviendas. El 97% de las calles están pavimentadas. En total, el 75% del barrio dispone de infraestructuras urbanas. La renta familiar media es de 1000 reais.

## Urbanización
En marzo de 2008, delegaciones internacionales visitaron las obras de urbanización de Heliópolis para conocer su trazado urbano y el modelo de utilización del espacio público. Estuvieron presentes delegaciones de Lagos (Nigeria), La Paz (Bolivia), El Cairo (Egipto), Manila (Filipinas) y Ekurhuleni (Sudáfrica). Actualmente, algunas parcelas del barrio están en proceso de urbanización. El liderazgo comunitario fue importante en la lucha por la urbanización: entre ellos, la Unión de Núcleos, Asociaciones de Vecinos y Región fue uno de los principales.
Con la urbanización, las propiedades de la favela se han revalorizado y sus precios han subido hasta un 90%. Una vivienda de dos dormitorios con salón y cocina, que en 2002 se alquilaba por 280 reales, cuesta ahora 1.000 reales en 2012. El precio de venta pasó de 20.000 reales a 100.000.
El barrio ya cuenta con tecnología wi-fi', que facilita a los vecinos el uso de internet.Desde 1997, funciona, en el barrio, la Radio comunitaria Heliópolis, una emisora de radio comunitaria cuyo funcionamiento fue autorizado por el Ministerio de Comunicaciones en marzo de 2008. Entre 1992 y 1997, la programación de la emisora era transmitida por cornetas colgadas en postes en puntos centrales del barrio.